# Carl Lutz
Carl Lutz (n. 30 martie 1895 în Walzenhausen, Elveția - d. 12 februarie 1975 la Berna, Elveția), a fost vice-consulul Elveției la Budapesta, din 1942 până la sfârșitul celui de al doilea război mondial. El a contribuit la salvarea a peste 62.000 de evrei, aceasta ajungând sa fie cea mai mare operațiune de salvare a evreilor din al doilea război mondial.
In urma acțiunilor sale, jumătate din populația evreiască a Budapestei a supraviețuit Holocaustului. Nominalizat de trei ori pentru Premiul Nobel pentru Pace, a fost distins cu titlul de "Drept între popoare" de către Yad Vashem,  fiind onorat și în Republica Federală Germană și Budapesta.

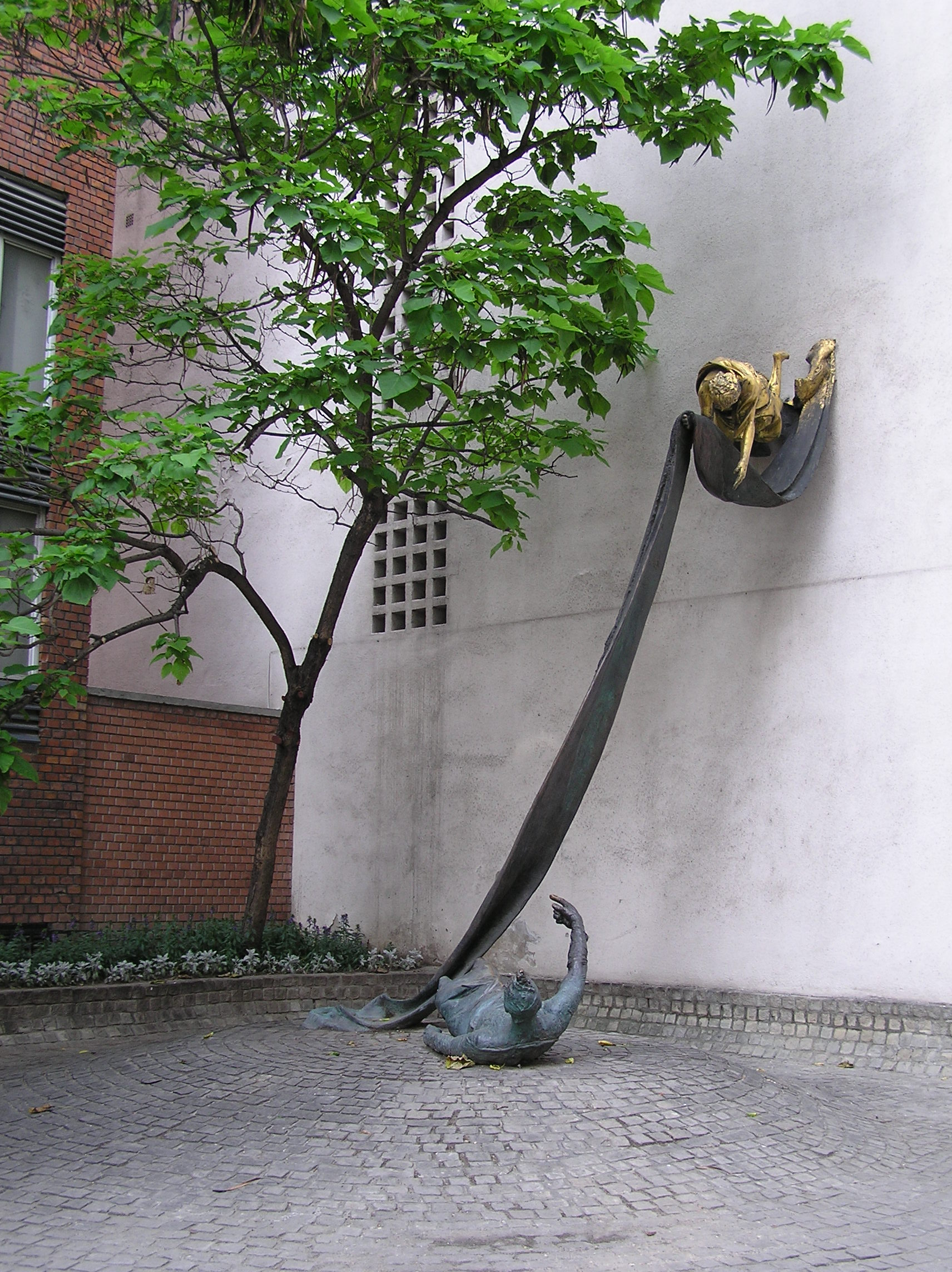
Monument în cinstea lui Carl Lutz la intrarea din ghetoul Budapestei.